# Erik Bergqvist (friidrottare)
Per Erik Bergqvist, född 1 november 1934 i Älvdalen, död 20 december 2020 i Rättvik, var en svensk  idrottsman (långdistanslöpare). Han tävlade för IFK Mora (1956–1958), Stockholms Studenters IF och Älvdalens IF (1970). Bergqvist vann SM-guld i maraton år 1966. Han är begravd på Västra kyrkogården i Älvdalen.